# Кулмаханов, Шалбай Кулмаханович
Шалбай Кулмаханович Кулмаханов (каз. Шалбай Құлмаханұлы Құлмаханов; род. 20 января 1946, с. Куйган, Балхашский район, Алматинской области) — советский и казахстанский государственный деятель, бывший аким Алматы и Алматинской области.

## Биография
Родился в 1946 г. в с. Куйган Балхашского района Алматинской области в многодетной семье фермера. Происходит из племени ысты.
Трудовую деятельность начал в 1963 году плотником в одной из строительных организаций.
В 1969 году окончил строительный факультет Казахский политехнический институт им. Ленина, в 1984 году — Алматинскую Высшую партийную школу. Инженер-строитель, кандидат экономических наук, член-корреспондент Международной экономической академии «Евразия», член-корреспондент Инженерной академии Республики Казахстан.
После окончания института в 1969—1979 годах работал мастером, прорабом, главным инженером, начальником СМУ в трестах города Алматы.
В 1979—1982 годы работал главным инженером треста «Алматастрой», управляющим трестом «Алматажилстрой».
С 1982 года по 1985 год был председателем Ауэзовского райисполкома.
В 1985 году — заместитель председателя Алматинского горисполкома.
С 1985 по 1988 годы — первый секретарь Алатауского райкома партии.
В 1988—1989 годы — второй секретарь Северо-Казахстанского обкома партии.
В 1989—1992 годы — председатель Северо-Казахстанского облисполкома.
С февраля 1992 года по октябрь 1993 года — глава Актюбинской областной администрации.
С октября 1993 года по июнь 1994 года — государственный советник Республики Казахстан.
С июня 1994 года по июнь 1997 года — глава Алматинской администрации, аким города Алматы.
В 1997—2001 годы работал председателем Комитета по ЧС, председателем Агентства по ЧС.
С мая 2001 года — по август 2005 — аким Алматинской области.
С августа 2005 — по январь 2007 — министр по чрезвычайным ситуациям РК.
Является бизнесменом, владеет многими крупными компаниями.

## Награды
- Орден «Барыс» III степени (15.12.2002)[3]
- Орден Парасат (1996)[4]
- Медали
- Почётная грамота Верховного Совета Казахской ССР
- Лауреат Государственной премии Казахской ССР
- Почётный гражданин города Алматы

## Фильмы
- Новый день Семиречья, биографический фильм, производство ТОО РИА ЛИД, 2002 год